# Monterosi
Monterosi település Olaszországban, Viterbo megyében. Lakosainak száma 4824 fő (2023. január 1.). Monterosi Sutri, Nepi és Trevignano Romano községekkel határos.

## Népesség
A település népessége az elmúlt években az alábbi módon változott:
| Lakosok száma | 4473 | 4558 | 4824 |
|               | 2017 | 2018 | 2023 |